# رس (شهر)
رس (به عربی: مدینة الرس)، شهری است در کشور عربستان سعودی واقع در شبه جزیره عربستان. شهر رس دومین شهر منطقهٔ القصیم از ناحیهٔ وسعت است. رس در منطقهٔ القصیم در نجد مابین خط طول (۳۱، ۴۳) شرقی، وخط دائری عرض (۵۲، ۲۵) شمالی، واقع شده‌است.
«شهر رس» در فاصلهٔ ۸۰ کیلومتری شهر بریده، و در ۴۰۰ کیلومتری شهر ریاض، و در ۴۵۰ کیلومتری شهر مدینه، و در ۸۰۰ کیلومتری شهر مکه واقع شده‌است.

## نام رس
ابن منظور در (لسان العرب) آورده‌است: «الرس» و «الرسیس» نام دو دره أی مشهور در نجد است، همچنین گویند «الرس» نام چشمه أی در بلاد عرب ونام دره أی است، در این باره گفته أند: «الرس» موضع آب از آن قبیلهٔ (بنی منقذ ابن أعیا بنی أسد) است، در مورد «الرس» شاعر (زهیر) می‌گوید:
| لمن طلل کالوحی عاف منازله |  | عفا الرس منه فالرسیس فعاقله |

## جمعیت
جمعیت شهر رس بر أساس سرشماری سال ۱۴۲۷هجری قمری در حدود ۱۳۶۱۶۴ نفر بوده‌است.

## وجه تسمیه الرس
«اَلرَس» در زبان عربی یعنی (البئر القدیمة) بمعنای «چاه کهنه» است. در بارهٔ «اَلرَس» حسان پسر ثابت أنصاری در این قصیده می‌گوید:
| أقمنا علی الرس النزوع ثمانیا |  | بأرض جرار عریض المبارک |

«اَلرَس» منطقه‌ای بسیار قدیمی است که تاریخش به دوران قبیلهٔ ثمود (قوم صالح) بر می‌گردد، این مکان بر سر راه قبائل عرب قرار داشته و قافلهٔ تجارتی آن‌ها بر آب الرس می‌گذشته‌است، یاقوت حموی در کتاب خود معجم البلدان آورده‌است:
(الرس، بفتح أول آن، وتشدید، بمعنای «بئر» (چاه آب)، والرس نام معدن است، والرس بمعنای اصلاح بین دو قوم نیز است). أما «فیروز بادی» در کتاب: قاموس محیط آورده‌است: (الرس ابتداء چیزی، و از آن «رس الحمی» (أصحاب اَلرَس)، و «الرسیس»، والبئر (چاه)، نام چاهی باقی‌مانده از دوران ثمود قوم بنی الله صالح است، که پیبغمبرشان تکذیب کردند).